# ムーブメント (プロレス)
MOVEMENT（ムーブメント）は、かつて全日本プロレスに存在したユニットである。

## 経歴
1998年8月、当時、全日本プロレス内のユニット「GET」に所属していたジョニー・エースが仲間の小橋健太と決別し、ジョニー・スミス、ウルフ・ホークフィールド（現・ジム・スティール）と共に新たにユニット「ムーブメント」を結成した。ユニット結成に関しエースは「GETでは小橋と同等だったのに、今は小橋が上に見られている。外国人のトップもいつまでハンセンなんだ？オレが外国人のトップになる為ニュームーブメントを起こす」と、小橋に対してのジェラシーと、当時四天王プロレス全盛の全日本における外国人レスラーの復権と世代交代を掲げていた。
同年11月の世界最強タッグ決定リーグ戦には、「スティーブ・ウィリアムスをKOした男」として一躍有名となったバート・ガン（後のマイク・バートン）が来日。エースとタッグを結成しリーグ戦を盛り上げた。その後もガンが継続参戦を表明したため、そのままメンバーとなった。
1999年6月9日にはエース&ガン組が小橋&秋山準組を破り、世界タッグ王座を獲得。
2000年6月の全日本分裂時にエースが事実上の引退をしたことによりユニットは消滅した。その後、マイク・バートンとウルフ・ホークフィールドはタッグを継続している。
エースが掲げた外国人レスラーの復権は、皮肉にもムーブメント結成直後に全日本に参戦したベイダー一人の活躍（ハンセンとの平成超獣コンビ、三冠ヘビー級王座獲得、チャンピオン・カーニバル優勝）により実現した。

## メンバー
- ジョニー・エース
- マイク・バートン（バート・ガン）
- ジョニー・スミス
- ウルフ・ホークフィールド

## 戦績
全日本プロレス
- 世界タッグ王座 - ジョニー・エース&バート・ガン組